# پیتر پیج
پیتر پِیج (به انگلیسی: Peter Paige) (زادهٔ ۲۰ ژوئن ۱۹۶۹) هنرپیشه، کارگردان و فیلم‌نامه‌نویس آمریکایی است که بیشتر برای بازی در نقش «امت» در مجموعه تلویزیونی به عجیبی مردم شناخته می‌شود. او در سال ۲۰۱۳ مجموعه تلویزیونی خانواده فاستر و مشکل خوب را برای شبکه ای‌بی‌سی خانوادگی ساخت. او همجنس‌گراست.